# Oligia suffumata
Oligia suffumata là một loài bướm đêm trong họ Noctuidae.